# Ich lach mich tot
Ich lach mich tot ist das achte Soloalbum der Hamburger Rapperin Haiyti. Es erschien am 28. Oktober 2022 über das Label Hayati Records ausschließlich zum Download und Streaming.

## Produktion
An der Produktion des Albums waren insgesamt elf Musikproduzenten beteiligt, wobei Jush fünf Lieder produzierte. Die Musik zu drei Songs stammt von Bazzazian, während jeweils zwei Titel von den Bounce Brothas, Asadjohn, Hobbes und Paul Reitz produziert wurden. Zudem wirkten Project X, DJ H, Wanja Bierbaum, Jaynbeats und Nvie Motho an der Produktion von je einem Song mit. Das Stück Mach die Augen zu ist eine Coverversion des gleichnamigen Liedes von Die Ärzte.

## Covergestaltung
Das Albumcover ist in dunklen Farbtönen gehalten und zeigt unter anderem Haiytis Gesicht, das den Betrachter ernst anblickt. Rund um das Gesicht steht der Titel Ich lach mich tot in Lila. Rechts oben ist ein Blitz zu sehen.

## Gastbeiträge
Auf drei Liedern des Albums treten neben Haiyti weitere Künstler in Erscheinung. So ist der kanadische Musiker Chilly Gonzales am Song Lobby beteiligt, während der Rapper 	Crackaveli auf Alles fing an zu hören ist. Zudem hat der Rapper King Blade einen Gastauftritt bei Rauch in der Luft.

## Titelliste
| #  | Titel                | Gastmusiker     | Produzent        | Länge |
| -- | -------------------- | --------------- | ---------------- | ----- |
| 1  | Lobby                | Chilly Gonzales | Jush             | 3:28  |
| 2  | 14 Uhr Interview     |                 | Bazzazian        | 2:19  |
| 3  | Hype ist vorbei      |                 | Bazzazian        | 1:37  |
| 4  | Fxxxboy              |                 | Bounce Brothas   | 1:57  |
| 5  | Double Cup           |                 | Jush             | 2:58  |
| 6  | Owee                 |                 | Asadjohn         | 2:41  |
| 7  | Alles fing an        | Crackaveli      | Hobbes           | 2:00  |
| 8  | Erykah Badu          |                 | Project X        | 2:41  |
| 9  | Sad Boys weinen      |                 | Paul Reitz       | 2:02  |
| 10 | Dum-Dum              |                 | Jush             | 3:28  |
| 11 | Luzifer              |                 | Wanja Bierbaum   | 2:12  |
| 12 | Uniform              |                 | Paul Reitz       | 1:40  |
| 13 | Geister die ich rief |                 | Bazzazian        | 3:42  |
| 14 | Bodyguard            |                 | Jaynbeats        | 2:35  |
| 15 | Heimlich             |                 | Jush             | 2:12  |
| 16 | Für die Fans         |                 | Hobbes           | 2:06  |
| 17 | Skit                 |                 |                  | 0:43  |
| 18 | Cashflow             |                 | Bounce Brothas   | 2:14  |
| 19 | Rauch in der Luft    | King Blade      | Asadjohn         | 2:41  |
| 20 | Shootingstar         |                 | DJ H             | 1:56  |
| 21 | Mach die Augen zu    |                 | Nvie Motho, Jush | 3:27  |

## Singles
Im Vorfeld des Albums wurden die Lieder Lobby, Double Cup, Mach die Augen zu, Shootingstar, Sad Boys weinen, Owee und Cashflow als Singles veröffentlicht.

## Rezeption
| Professionelle Bewertungen | Professionelle Bewertungen |
| -------------------------- | -------------------------- |
| Kritiken                   |                            |
| Quelle                     | Bewertung                  |
| laut.de                    | [ 3 ]                      |

Yannik Gölz von laut.de bewertete Ich lach mich tot mit vier von möglichen fünf Punkten. Das Album zeige, „was für eine einzigartige und unimitierbar kreative Macht Haiyti darstellt,“ wobei ihre Stärken die „stimmliche Flexibilität und ihre Ausdruckskraft“ seien. Haiytis Musik sei „nicht per se ein kommerzieller Titan, aber großartig, einflussreich und stets an den kreativen Grenzen der Kunstform.“